# Mackinlaya
Mackinlaya és un gènere de plantes amb flors dins la família Apiaceae o bé considerat dins la família Mackinlayaceae (anteriorment ubicat dins Araliaceae). Té cinc espècies que es troben a Queensland, Austràlia, l'Arxipèlag de Bismarck, les Illes Solomon, Nova Guinea, Sulawesi i les Filipines.